# Jacob Böeseken

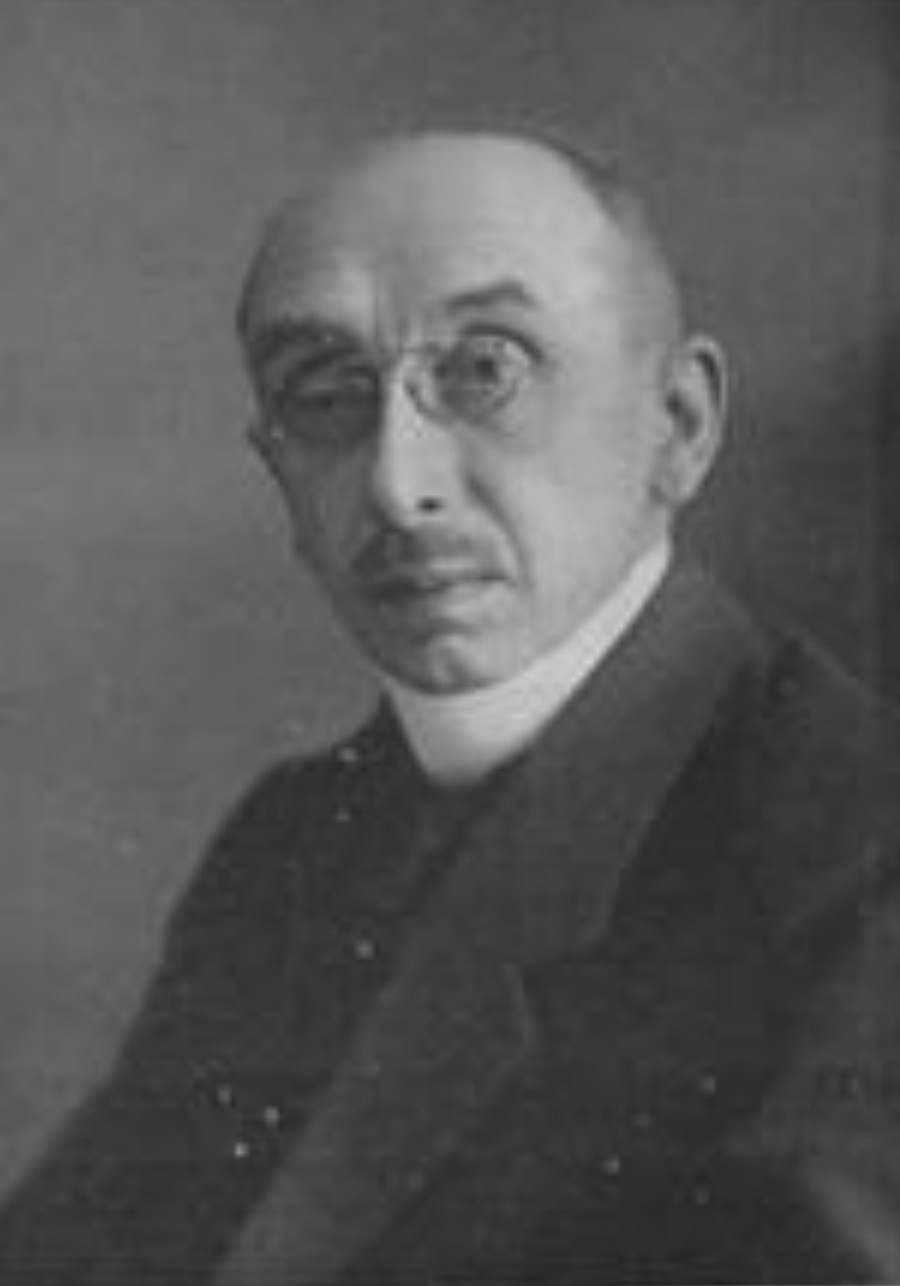
J. Böeseken

Jacob Böeseken (* 20. August 1868 in Rotterdam; † 16. Mai 1949 in Delft) war ein niederländischer Chemiker und Professor an der Technischen Universität Delft.

## Leben
Jacob Böeseken wurde 1868 in Rotterdam als Sohn von Antonij Böeseken und Johanna Glazener geboren. Er heiratete am 17. August 1899 Maria Valk. Mit dieser bekam er zwei Söhne und eine Tochter.
Nach seinem Studium chemischer Technologie an der Polytechnischen Schule in Delft (1887–1893) wurde Böeseken Assistent an der nationalen landwirtschaftlichen Versuchsstation in Groningen. 1894 assistierte er Arnold F. Holleman am chemischen Laboratorium der Universität Groningen. Da er als Chemietechniker nicht an einer niederländischen Universität promoviert werden konnte, wechselte er am 11. Mai 1897 an die Universität Basel und schloss dort seine Promotion mit dem Thema: Über die Einwirkungsprodukte der primären Amine auf die Dinitrosacyle ab. Nach einer Zeit als Dozent an der Hogereburgerschool und am Gymnasium in Assen wurde er 1906 als Dozent an die Universität Groningen berufen. Im folgenden Jahr wurde er Nachfolger von Sebastiaan Hoogewerff als Professor für organische Chemie an der Technischen Universität Delft. Seine Antrittsvorlesung am 16. Oktober 1907 trug den Titel: „Wechselwirkungen zwischen wissenschaftlicher Forschung und organisch-chemischer Technik“. Diese Professur behielt er bis 1938. Er verabschiedete sich am 24. Juni 1938 mit seiner Vorlesung: „Die organische Chemie im letzten Vierteljahrhundert“ und ging in den Ruhestand.
Böeseken starb 1949 in Delft.

## Wirken
Als Dozent für organische Chemie widmete sich Böeseken vor allem biochemischen Fragen. Er erkannte, dass die Entwicklung der organischen Chemie die Methoden der physikalischen Chemie erfordert, um das Verständnis des Aufbaus und des Verhaltens organischer Moleküle zu vertiefen. Wichtige Beiträge von Böeseken betrafen die Konfiguration organischer Verbindungen am Beispiel der Borsäurekomplexe von Polyhydroxyverbindungen. Aus diesem Gebiet stammt auch die nach ihm benannte Böeseken-Reaktion: eine Analysenmethode zur Bestimmung von cis-1,2-Diolen. Für seine Verdienste wurde er 1915 zum Mitglied der Königlich Niederländische Akademie der Wissenschaften ernannt. Ab 1917 untersuchten Böeseken und seine akademischen Schüler 5- und 6-gliedrige Kohlenstoffringe. Zu seinen weiteren Arbeit gehören Konstitutionsbestimmungen ungesättigter Verbindungen wie der Elaeostearinsäure im Bereich der Fette.